# Alignement (jeu de rôle)
Pour les articles homonymes, voir alignement.
 (janvier 2013).
Si vous disposez d'ouvrages ou d'articles de référence ou si vous connaissez des sites web de qualité traitant du thème abordé ici, merci de compléter l'article en donnant les références utiles à sa vérifiabilité et en les liant à la section « Notes et références ».
L'alignement, dans certains jeux de rôle, est une façon de définir et classer la moralité d'un personnage, d'une créature en termes de règles. 
L'alignement apparaît pour la première fois dans Donjons et Dragons, le tout premier jeu de rôle, mais beaucoup de jeux de rôle parus depuis n'emploient pas la notion d'alignement.
L'alignement apparaît également dans certains wargames, jeux de société et jeux vidéo.

## d20 Modern
Le jeu d20 Modern, inspiré de Donjons et Dragons, emploie l'allégeance, une liste ordonnée de groupes et d'idéaux dont le personnage se sent proche. Quand le personnage a une décision à prendre, cette liste aide le joueur à choisir, généralement en suivant ce qui est le plus haut dans la liste.

## Donjons et Dragons
Les comportements moraux et idéaux de Donjons et Dragons se composent de neuf alignements sur deux axes : Bien/Mal et Loi/Chaos avec une composante de neutralité pour les deux.

## Donjon de Naheulbeuk
Bien que n'étant pas, dans l'absolu, un jeu de rôle, le Donjon de Naheulbeuk fait partie d'un univers parodiant les jeux de rôles et, par conséquent, plusieurs de leurs mécanismes, dont l'alignement, qui parodie celui de Donjons et Dragons.
Ainsi, par exemple, les paladins sont, avant tout, loyaux envers leurs dieux (chaque paladin est affilié à un dieu), ce qui n'est pas forcément compatible avec la loyauté envers la loi, et ne sont qu'ensuite bons (c'est-à-dire si la bonté est compatible avec la loyauté).
De même, il existe des êtres, comme Braav, le dieu des paladins, ou certains dragons, qui sont d'alignement loyal-con : il s'agit d'êtres loyaux mais si stupides qu'ils ne comprennent pas réellement les notions de bien et de mal.

## Le Monde des ténèbres
Dans les jeux du Monde des ténèbres de l'éditeur White Wolf, les personnages ont deux caractéristiques, la nature et l'attitude, qui définissent la personnalité et les objectifs du personnage. 
De plus, dans le jeu Vampire : la Mascarade, il existe une caractéristique nommée humanité, notée de 1 à 10. Une haute humanité dénote un personnage empathique et altruiste, alors qu'une basse humanité indique un personnage égoïste et bestial. Certains personnages (comme les vampires du Sabbat) ont une moralité définie par d'autres critères que l'humanité. Certaines éditions d'autres jeux du Monde des ténèbres ont repris cette idée, en incluant une caractéristique mesurant la moralité d'un personnage de 1 à 10, mais elle n'est pas toujours appelée humanité.

## Système Palladium
Il existe sept alignements répartis en trois types très marqués.
- Bon (good) :
  - homme de principes (principled) : le gentil habituel qui évite la violence et prône la justice ;
  - scrupuleux (scrupulous) : gentil violent qui est prêt à tuer ou à commettre des violences ou enfreindre la loi pour « la bonne cause », mais uniquement lorsque cela est indispensable.

- Égoïste (selfish - tout ce que l'homme fait en dehors d'une cause est pour son bénéfice personnel) : 
  - opportuniste (unprincipled, littéralement homme sans principe, sans scrupule) : il a tendance à être plutôt gentil, il tourne les événements à son avantage mais refuserait de faire le mal même si ça lui rapporte ;
  - anarchiste (anarchist)[1] : il est prêt à faire n'importe quoi qui lui rapporte.

- Mauvais (evil) :
  - misérable (miscreant, c'est un faux ami) : méchant classique qui fait le mal pour y gagner quelque chose ;
  - diabolique (diabolic) : il fait le mal pour le plaisir ;
  - aberrant (aberrant) : il fait le mal mais avec un sens de l'honneur assez poussé.

La notion d'alignement est assez différente de celle de Donjons et Dragons (D&D). Dans D&D, l'alignement détermine aussi la philosophie de la vie et le comportement général du personnage, mais c'est surtout une aura que dégage le personnage et qui peut être perçue par des êtres et objets magiques. Ici, il s'agit juste d'une orientation générale du comportement du personnage ; elle n'est pas liée au fantastique et est définie aussi dans les jeux de type science-fiction. Il n'y a que sept alignements (contre neuf dans D&D) ; le Neutre absolu n'existe pas.
Leur jeu de rôle RECON, qui a pour thème les conflits modernes notamment celui du Vietnam dans les années 1960, utilise un système semblable avec une nomenclature et une organisation différentes, distinguant : Idéaliste, Idéaliste-Pacifiste, Opportuniste, Opportuniste-Justicier (Righteous), Opportuniste-Karmique, Méchant (Malignant) et Méchant-Psychotique.

## Warhammer
La première édition du jeu de rôle Warhammer Fantasy Roleplay emploie un système d'alignement. Cinq alignements différents existent, et sont répartis sur un seul axe : loyal, bon, neutre, mauvais, et chaotique. Le chaos dans Warhammer étant une puissante force destructrice, le chaos y est considéré comme « pire » que le mal. Ce système a été abandonné dans la seconde édition du jeu.

## Jeux vidéo
Dans le jeu vidéo Fable (jeu vidéo), de Lionhead Studio, l'alignement n'est pas défini de base. Le joueur, au cours de sa vie, va être amené à faire des choix. Ces choix (souvent manichéens) vont déterminer l'alignement du héros (bon, neutre, maléfique).
Dans le jeu vidéo Star Wars: Knights of the Old Republic et sa suite, l'aventure va amener le joueur à faire différentes actions l'amenant vers le côté lumineux ou obscur de la force ce qui, en plus de l’intérêt scénaristique, rendra certains de ses pouvoirs plus ou moins puissants.
Dans la série de jeu vidéo Mass Effect, le développeur a tenté de se montrer moins manichéen que le côté gentil/méchant : le joueur peut faire des choix l'amenant plutôt du côté conciliant ou pragmatique (devoir se montrer pragmatique ne veut pas forcément dire aimer faire le mal : cela peut être considéré par certains comme une nécessité pour réussir une mission périlleuse en minimisant les risques).
C'est l'un des attraits de ces jeux vidéo.